# Бардіна Марина Олегівна
Марина Олегівна Бардіна (нар. 17 грудня 1992, Полтава) — народний депутат України IX скликання. Заступниця голови Комітету ВРУ з питань зовнішньої політики та міжпарламентського співробітництва, голова підкомітету з питань дотримання Україною міжнародних зобов'язань у сфері захисту прав людини та гендерної політики. Член Постійної делегації у Парламентській асамблеї Ради Європи.

## Життєпис

### Освіта
2015 року пройшла навчання на проєкті The Visegrad Academy for Political Leadership.
2016 року закінчила Києво-Могилянську академію, магістр соціології.
2017 році стала випускницею програми стажування The James S. Denton Transatlantic Fellowship (Вашингтон, США) та пройшла стажування у штаб-квартирі International Republican Institute.
2020 року здобула ступінь магістра з міжнародного права в Інституті міжнародних відносин КНУ ім. Шевченка.

### Професійна діяльність
2016-2019 — помічниця-консультантка народного депутата України Сергія Лещенка. 
2015-2016 — парламентський інтерн Національного демократичного інституту для міжфракційного депутатського об'єднання «ЄвроОптимісти». 

### Громадська діяльність
Вивчала місцеве самоврядування та процедуру створення і функціонування громад в Австрії, учасниця Асоціації програми «Молодь змінить Україну» благодійного фонду Богдана Гаврилишина. Балотувалася до Вишеньківської сільської ради Бориспільського району Київської області.
З 2011 року досліджує питання прав людини у сфері гендерної рівності. Співзасновниця громадської організації «Час рівності». Авторка низки наукових статей на гендерну тематику.

## Політика
До обрання в парламент була експертом з питань рівності прав і можливостей чоловіків та жінок у команді Президента України Володимира Зеленського. Кандидатка у народні депутати від партії «Слуга народу» на парламентських виборах 2019 року, № 62 у списку.